# جيرترود شوب
جيرترود نتيتي شوب (بالإنجليزية: Gertrude Ntiti Shope) (من مواليد 15 أغسطس 1925) هي سياسية ونقابية سابقة في اتحاد نقابة العمال بجنوب أفريقيا.
وُلدت شوب في جوهانسبرغ وترعرعت وتعلمت في زيمبابوي. عملت شوب كمُدرسة قبل أن تصبح عضوةً في المؤتمر الوطني الأفريقي في عام 1954. وانضمت إلى حملة ضد تعليم البانتو، ثم التفتت إلى تدريس الحرف بدلًا من ذلك. أصبحت شوب ناشطة في اتحاد نساء جنوب أفريقيا، وقادت لفترة من الوقت فرع غرب جابافو المركزي في قسم نساء المؤتمر الوطني الأفريقي. عاشت في المنفى من عام 1966 حتى عام 1990، وقادت وفد الحزب إلى اجتماع النساء في نيروبي وعملت في الاتحاد العالمي لنقابات العمال. ومن عام 1970 إلى عام 1971، كانت سكرتيرة لفلورنسا موبوشو، مما ساعدها على نشر الرسالة الإخبارية صوت النساء Voice of Women. عاشت مع زوجها مارك في مجموعة متنوعة من المواقع أثناء نفيها، بما في ذلك براغ، وبوتسوانا، وتنزانيا، وتشيكوسلوفاكيا، وزامبيا، ونيجيريا. كما عملت في لوساكا كممثلة رئيسية للمؤتمر الوطني الأفريقي. ومن عام 1991 إلى عام 1993، كانت شوب رئيسة رابطة نساء المؤتمر الوطني الأفريقي. عادت شوب إلى البرلمان بعد الانتخابات العامة في جنوب أفريقيا عام 1994.